# Лобово-скронева деменція
Лобово-скронева деменція (ЛСД) — проґресивне нейродегенеративне захворювання лобової й/або скроневої часток кори головного мозку, зазвичай спричинене мутаціями генів, що кодують специфічні для мозку білки (наприклад, Тау-білок, проґранулін).
Початок захворювання зазвичай настає в середньому віці (в 40—60 років). Серед перших симптомів з'являється неадекватна соціальна поведінка (наприклад, розгальмованість, апатія), але розумові й орієнтувальні функції залишаються незміненими. Із проґресуванням хвороби в пацієнтів можуть виникати моторні розлади й акінетичний паркінсонізм.
Діагностика ЛСД ґрунтується на декількох факторах, включно з клінічними критеріями деменції та можливою лобово-скроневою атрофією на КТ або МРТ. Подальші діагностичні процедури показані для визначення можливих причин деменції. Ефективного етіологічного лікування для ЛСД наразі не розроблено, а натомість призначається симптоматичне лікування для послаблення окремих симптомів (наприклад, депресії). Зазвичай захворювання закінчується летально в шестирічний строк.

## Епідеміологія
Захворювання здебільшого розвивається у людей 40-60 річного віку. Частота захворюваності до 65 років становить 3-4 на 100 000 людей.

## Етіологія
Захворювання пов'язують із патологічними внутрішньоклітинними включеннями тілець, здебільшого побудованих із мутованих білків тау або проґрануліну. Спадкова схильність (автосомно-домінантне успадкування) спостерігається в 10—25 % випадків ЛСД.